# Спірово (Єфімовське міське поселення)
Спірово (рос. Спирово) — присілок Бокситогорського району Ленінградської області Росії. Входить до складу Єфімовського міського поселення.
Населення — 22 особи (2003 рік). 